# Fritz Vogt
Fritz Vogt (Monaco di Baviera, 17 marzo 1918 – Fürstenfeld, 3 aprile 1945) è stato un militare tedesco, ufficiale delle Waffen-SS durante la seconda guerra mondiale.